# Élodie Balandras
Élodie Balandras (née en mars 1981) est une auteure, graphiste et illustratrice française, dans les domaines de la bande dessinée et de la littérature jeunesse.

## Biographie
Née à Mâcon le 8 mars 1981, Élodie Balandras étudie les arts graphiques à l’École Émile-Cohl, à Lyon. Elle devient ensuite illustratrice et graphiste en free lance, dans les domaines de la communication visuelle et de la publicité.
Elle intervient dans l’édition jeunesse dès 2004. Elle utilise diverses techniques graphiques : crayon, peinture, collage, montage et couleur numérique. Elle publie des romans et travaille aussi comme coloriste de bande dessinée.
Elle intervient également dans les écoles et les médiathèques,,.
En 2021, Élodie Balandras est invitée à Litt. Jeunesse,, premier salon francophone de littérature jeunesse du Nord-Ouest américain organisé à Seattle, et y présente lors d'un atelier intergénérationnel son album Un nouveau printemps pour pépé Ours.  U

## Prix et distinctions
- Prix des Incorruptibles[8] 2013 pour Les Poulets guerriers, écrit par Catherine Zarcate, qu'elle a illustré
- Coup de cœur Jeune Public printemps 2019 de l'Académie Charles Cros avec Catherine Zarcate pour Les poulets guerriers[9].
- Prix Chronos[10] 2021 pour l'album Un nouveau printemps pour Pépé Ours, qu'elle a écrit et illustré

## Publications
Elle a participé à de nombreuses œuvres,, dont :

### Auteure et illustratrice
- La Bottine de madame Tordue, Ad libris (2009)
- Le Fabuleux Voyage de Jonathan sous la baignoire (2010)
- Un dragon dans la maison (2010)
- Le travail, tout un monde ! (2011)
- Le Trésor d’Emma (2011)
- Au centre équestre (2012)
- Hortense (2013)
- Colvert, pirate du Léman (2015)
- Quelle chance ce manque de pot ! (2017)
- L’Œuf de Gygy (2018)
- Un nouveau printemps pour Pépé Ours[7] (2020)

### Seulement illustratrice
- L’Avion de nulle part, Alain Pradet, Magnard jeunesse, 2004
- Vert de peur, Jean-Pierre Haga, Magnard jeunesse, 2005
- Petits contes insolents, collectés par Albena Ivanovitch-Lair, adaptés par Mario Urbanet, Milan jeunesse, 2006
- Li-Wang et l’œuf de phénix, histoire de Pascale Hédelin, in J’apprends à lire no 87, novembre 2006
- Des parents parfaits, Anne-Marie Desplat-Duc, Magnard jeunesse, 2006
- Le Tonneau de Diogène, Françoise Kerisel, Magnard, 2006
- Monts & montagnes, Pierre Lefèvre, Actes Sud junior, 2007
- Dhiba Sarrr et le redoutable Rhoule : conte populaire du Maroc, texte d’Albéna Ivanovitch-Lair et Annie Caldirac, Tourbillon, 2007
- Une princesse dans la classe, Gudule, Glénat, 2007
- Moka Millefeuilles et le secret du roi Isidore Karamator (2008)
- Les Pirates (2008)
- Mes petits mots gommettes, texte de Barbara Müller, Mila Éditions, 2008
- L’Égypte des pharaons (2008)
- Je serai champion (2008)
- Le jour où Lania est partie (2008)
- Atlas des inégalités (2009)
- Le Maillot de bain (2009)
- Il était une fois l’impressionnisme en Normandie (2010)
- Mon jardin ne me coûte plus un radis ! (2010)
- Alex l’extraterrestre (2011)
- La Fée Tartiflette (2012)
- Les Riches et les Pauvres (2012)
- Les Poulets guerriers (2012)
- La Soupe aux épices (2013)
- 100 quiz pour tout savoir sur les hommes préhistoriques (2013)
- Les Hommes préhistoriques (2014)
- Une maison pour quatre (2015)
- Père Noël, tu l’as échappé belle ! (2015)
- Treasure Island (2016)
- L’Avatar (2017)
- Un fauteuil à dormir debout et autres histoires (2017)
- Des fables pour s’interroger, d’après Ésope et Jean de La Fontaine, traduites par Émile Chambry, Hatier, 2017
- Teiki à la recherche des siens, Céline Ripoll, Syros, 2018